# André Malherbe
André Malherbe (Huy, Bélgica; 21 de marzo de 1956-24 de noviembre de 2022) fue un piloto de motocross y de rally raid belga que fue tres veces campeón mundial.

## Biografía
Malherbe inició a correr en 1973 apenas obtuvo su licencia de conducir. Compitió con el equipo Zündapp para ganar el campeonato europeo de la FIM en 125cc de 1973, y volvió a ser campeón continental en 1974.
Malherbe terminó en tercer lugar en el campeonato mundial de 1977 en la categoría de 250cc. Malherbe avanzó a los 500cc donde terminó en sexto lugar en 1978, siendo el mejor piloto del equipo KTM. Se uniría al equipo Honda en 1979 y finalizó la temporada en tercer lugar detrás de su compañero de equipo Graham Noyce y el piloto del equipo Suzuki Gerrit Wolsink en la categoría de 500cc.
En 1980 ganó su primer campeonato mundial en la categoría de 500cc con el equipo Honda. Malherbe seriá campeón mundial nuevamente en 1981 y en 1984 con Honda. Al retirarse, Malherbe registró 41 victorias en el Grand Prix para estar entre los mejores cinco ganadores de la clasificación histórica.
Tras el retiro, compitió en el Spa 24 Hour de 1987 del World Touring Car Championship. Después inició como competidor en rally raid. Cuando competía en el Rally Dakar de 1988 chocó y sufrió serias lesiones que le provocaron parálisis.

## Logros
- Campeón europeo 125 cm3 en 1973, 1974 con Zündapp
- Campeonato Mundial de Motocross 500 cm3 en 1980, 1981, 1984 con Honda HRC
- Subcampeón Mundial 500 cm3 en 1983, 1985, 1986 con Honda HRC
- Motocross de Naciones en 1977, 1979, 1980

## Resultados
| Año  | Vehículo | Categoría | Posición |
| ---- | -------- | --------- | -------- |
| 1973 | Zündapp  | 125 cc    | 1.º      |
| 1974 | Zündapp  | 125 cc    | 1.º      |
| 1975 | Zündapp  | 125 cc    | 7.º      |
| 1976 | KTM      | 250 cc    | 14.º     |
| 1977 | KTM      | 250 cc    | 3.º      |
| 1978 | KTM      | 500 cc    | 6.º      |
| 1979 | Honda    | 500 cc    | 3.º      |
| 1980 | Honda    | 500 cc    | 1.º      |
| 1981 | Honda    | 500 cc    | 1.º      |
| 1982 | Honda    | 500 cc    | 5.º      |
| 1983 | Honda    | 500 cc    | 2.º      |
| 1984 | Honda    | 500 cc    | 1.º      |
| 1985 | Honda    | 500 cc    | 2.º      |
| 1986 | Honda    | 500 cc    | 2.º      |

### Rally Dakar
| Año     | Clase | Vehículo | Posición | Etapas |
| ------- | ----- | -------- | -------- | ------ |
| 1988    | Motos | Yamaha   | Ret.     | -      |
| Fuente: |       |          |          |        |